# Valkhofburcht
De Valkhofburcht in de Nederlandse stad Nijmegen was een middeleeuwse burcht die was gelegen op de Valkhofheuvel aan de zuidoever van de Waal. Het was een groot complex met zware muren en een donjon. Het was eeuwenlang zowel een verdedigingswerk voor de hele stad als een adelijke residentie.
De Valkhofburcht werd midden 12e eeuw gebouwd door de Rooms-Duitse keizer Frederik Barbarossa. Aanvankelijk had de burcht een belangrijke functie als koninklijk verblijf; later verbleven er vooral graven en hertogen. De Valkhofburcht maakte in eerste instantie feitelijk niet echt deel uit van de stad, en was voor gewone burgers in de regel zelfs niet toegankelijk.
Aan het eind van de 18e eeuw (in de Franse tijd) is de burcht bijna helemaal afgebroken, op enkele restanten na; dit zijn vooral de Sint-Nicolaaskapel en de Sint Maartenskapel ofwel "Barbarossa-ruïne". Deze resterende bouwwerken hebben tegenwoordig de status van rijksmonumenten. 
Op de plek waar de burcht stond is na het verdwijnen van de burcht begin 19e eeuw het huidige Valkhofpark aangelegd. Bezoekers kunnen hier onder meer de twee hiervoor genoemde kapellen bezichtigen.  

## Voorgeschiedenis
Omstreeks het begin van de jaartelling bevond zich aan het huidige Valkhof een legerkamp (castrum), in de buurt van de nederzetting Oppidum Batavorum. In de 3e eeuw werd hier en op de plek waar nu Kelfkensbos is weer een nieuwe Romeinse versterking gebouwd: een castellum (Romeins fort).
Ook na het definitieve vertrek van de Romeinen begin 5e eeuw bleef de heuvel van strategisch belang.  Karel de Grote liet, volgens de overlevering, omstreeks 770 aan het Valkhof een van zijn paltsen bouwen: de Valkhofpalts. Dit paleis zou hierna ruim twee eeuwen lang hebben gediend als keizerlijke residentie en bestuurscentrum, totdat het in 1047 definitief werd verwoest door Godfried II van Opper-Lotharingen. De burcht van Barbarossa werd ongeveer een eeuw later gebouwd op dezelfde plek. Vaak is er simpelweg van uitgegaan dat het een (gedeeltelijke) herbouwing van de vroegere palts was (zie ook #Relatie met de palts). 
De namen Valkhof en Valkhofburcht zijn, volgens de meest recente inzichten, van later datum dan de burcht zelf. Vermoedelijk dateren deze namen op z'n vroegst uit de 14e eeuw, en ze verwezen waarschijnlijk oorspronkelijk naar de valkerij die hier werd beoefend. Echte optekeningen door cartografen zijn overigens pas bekend vanaf de 17e eeuw; in 1639 wordt de plek door Isaac van Geelkercken vermeld als Het Valckhoff, en tien jaar later door Joan Blaeu als  Valckhof.

## Beschrijving

### Bouw en voltooiing

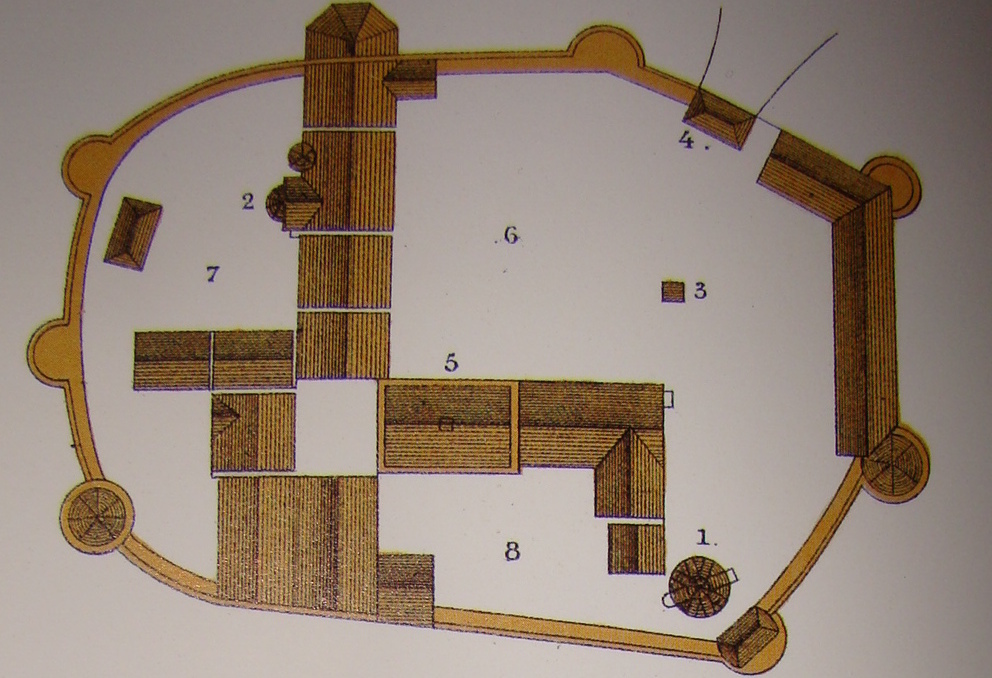
Plattegrond. 1: Sint-Nicolaaskapel 2: Sint-Maartenskapel 3: Put 4: Poort 5: Hoofdtoren 6: Eerste binnenplein 7: Tweede binnenplein 8: Derde binnenplein

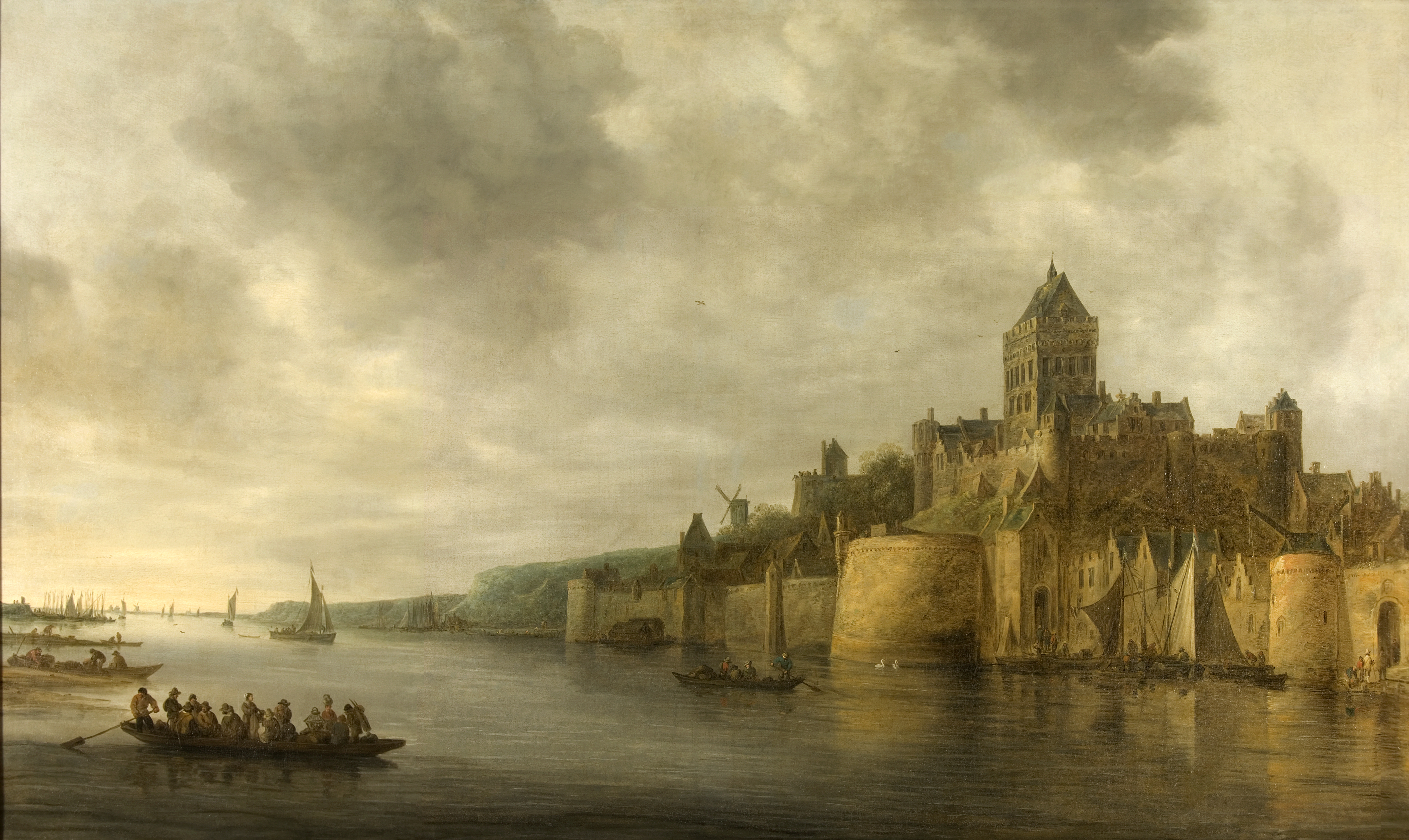
Gezicht op de Waal en de Valkhofburcht door Jan van Goyen, 1641 (collectie Valkhofmuseum)

Op 17 mei 1151 onderhandelde keizer Barbarossa te Nijmegen over het ambt van de bisschop van Utrecht. Als getuigen worden 17 bisschoppen, abten, graven en hoge heren genoemd. In de akte zelf staat dat ze door Koenraad III is opgemaakt en uitgegeven in palatio Noviomagi, het paleis van Noviomagus. Dit is een belangrijke aanwijzing dat er in Nijmegen op dat moment ook al een accommodatie was om zo'n illuster gezelschap te ontvangen en rijkszaken te behandelen en af te wikkelen.

In 1155, het jaar waarin hij zelf de nieuwe keizer van het Heilige Roomse Rijk werd, voltooide Barbarossa de bouw van de nieuwe burcht aan het Valkhof.  Barbarossa plaatste tevens een marmeren reliëf met daarop een Latijnse gedenktekst. De vertaling hiervan luidt: 
Duizend jaar nadat het Heil de wereld werd  geschonken, plus nog 155 jaar, heeft Frederik, als keizer van zijn rijk, vriend van de vrede, het vervallen, ingestorte, oude, bijna in het niets verzonken bolwerk van Nijmegen in gelijkwaardige schoonheid en  luister herbouwd. Julius moge dan de schepper zijn,  niet gelijkwaardig was hij met de vredebrengende herbouwer Frederik.
 De eclatante misvatting dat Julius Caesar de originele bouwer van de burcht zou zijn geweest, is waarschijnlijk mede in de hand gewerkt door een Romeinse grafsteen die bij de bouw van de middeleeuwse burcht opnieuw werd gebruikt in de Nicolaaskapel. Deze grafsteen werd abusievelijk aangezien voor een gedenksteen die hier op initiatief van Caesar zou zijn geplaatst. Er is ook nog gesuggereerd dat Barbarossa zichzelf op deze manier graag op gelijke voet met Caesar wilde plaatsen.
Volgens Gesta Friderici Imperatoris – de kroniek geschreven door Barbarossa's neef Otto van Freising – gebeurde het bouwen van de burcht "op passende wijze en toonde hij hierbij zijn aangeboren grootheid van geest".

### Architectuur
De burcht bestond uit een complex van gebouwen, waaronder de gezichtsbepalende Reuzentoren (bijgenaamd "De Donjon"). Met een hoogte van 37 tot 46 meter was deze donjon tot ver in de omtrek zichtbaar. De donjon zou hierna eeuwenlang toonaangevend blijven voor het aanzicht van de stad. Ook waren er een grote zaal en diverse bijgebouwen. Er was een poortgebouw en over de droge gracht liep een brug. Het terrein zelf was omgeven door stevige muren. Of de ringmuur met bogen eveneens het werk van Barbarossa zelf zijn geweest of dat deze pas later werden toegevoegd, is onduidelijk.
Aan de uiteinden van de Waalkade stonden nog twee grote torens: de St. Hubertus- of Rode Toren aan de westzijde en de in 1463 gebouwde Melaten- of Lappentoren aan de oostzijde. Deze laatste toren is in 1784 ingestort, toen de Waal buiten haar oevers trad.

### Overgebleven Sint-Nicolaaskapel en Sint-Maartenskapel
De Sint-Nicolaaskapel is, in tegenstelling tot de meeste overige delen van de burcht, nooit afgebroken. Nieuw archeologisch onderzoek uit 2007 leidde tot de conclusie dat de kapel omstreeks 1030-1040 moet zijn gebouwd.
De ruïne van de Sint-Maartenskapel (Barbarossa-ruïne) dateert van ongeveer een eeuw later dan de Sint-Nicolaaskapel.

### Relatie met de palts
Historici hebben eeuwenlang aangenomen dat de Valkhofburcht – inclusief de overgebleven Nicolaaskapel – in de basis Karolingisch was; dit was tot en met de 19e eeuw de gangbare opvatting. De burcht zou een op dezelfde plek herbouwde versie zijn geweest van de in de eeuw daarvoor beschadigde palts van Karel de Grote. Ook in het Magnum Chronicon Belgicum (onderdeel van de 15e-eeuwse Florarium temporum van Nicolaas Clopper jr.) werd al hiervan uitgegaan.
Gaandeweg zijn er echter meer twijfels gerezen over de Karolingische oorsprong van de Sint-Nicolaaskapel, en in het verlengde daarvan van de burcht als geheel. De bijgestelde opvatting, die geldt als de huidige consensus onder historici, is dan ook dat de burcht van Barbarossa de beschadigde en afgebroken palts verving, terwijl de burcht als zodanig niet Karolingisch was. De kapel moet dan in de rest van de burcht zijn geïntegreerd.

## Functies

### 12e-13e eeuw
Er vestigden zich in de eerste tijd nadat de burcht voltooid steeds meer bewoners ten westen van de burcht. Gedurende de daaropvolgende eeuwen speelde de burcht geregeld een belangrijke rol bij zowel de verdediging van de stad als het besturen ervan.
Zelf moet Barbarossa de burcht tussen 1157 en 1174 zeker viermaal hebben bezocht, onder meer bij de geboorte van zijn zoon, de latere keizer Hendrik VI, die in oktober of november 1165 aan het Valkhof geboren moet zijn. De burcht was toen net voltooid, of mogelijk nog steeds in aanbouw.

#### Verpanding van Nijmegen (1247)
In 1247 verpandde Willem II van Holland Nijmegen (dat inmiddels een rijksstad was) inclusief de naastgelegen bossen en akkers (het Rijk van Nijmegen) en de burcht aan graaf Otto II van Gelre, in ruil voor financiële steun bij het vernieuwde koningschap van Willem II. Zodoende vielen Nijmegen en de directe omgeving voortaan onder het graafschap Gelre (later het hertogdom). De overname van de burcht door Otto II moet met enig geweld gepaard zijn gegaan en ook de overige stadsbewoners verzetten zich. De Nijmegenaren wilden namelijk niet dat zij onder het gezag van een graaf zouden komen te staan, in plaats van onder dat van een Duitse keizer, zoals tot dan toe het geval was geweest. Nijmegen hield in de eerste tijd hierna niettemin bepaalde rechten van een rijksstad. De banden met het Duitse Rijk zouden pas eeuwen later helemaal worden verbroken, met de Vrede van Münster (1648).
De burcht werd in de eerste tijd hierna een belangrijke adellijke residentie.  In 1254 was Willem II er te gast. Hij gaf toen toestemming om de 7e-eeuwse Gertrudiskerk aan het Valkhof, die buiten de nieuwe omwalling stond, binnen de omwalling te herbouwen als de Sint-Stevenskerk. Het afbreken van de Gertrudiskerk gebeurde vooral uit strategische overwegingen. Niet alleen zou de kerk buiten de versterkingen zijn komen te liggen (wat risico opleverde voor de kerkgangers), men had aan het Valkhof ook meer ruimte nodig voor het verder uitbouwen en versterken van de burcht.
In ongeveer dezelfde tijd breidden de graven van Gelre de versterking van de Valkhofburcht verder uit.

### 15e eeuw

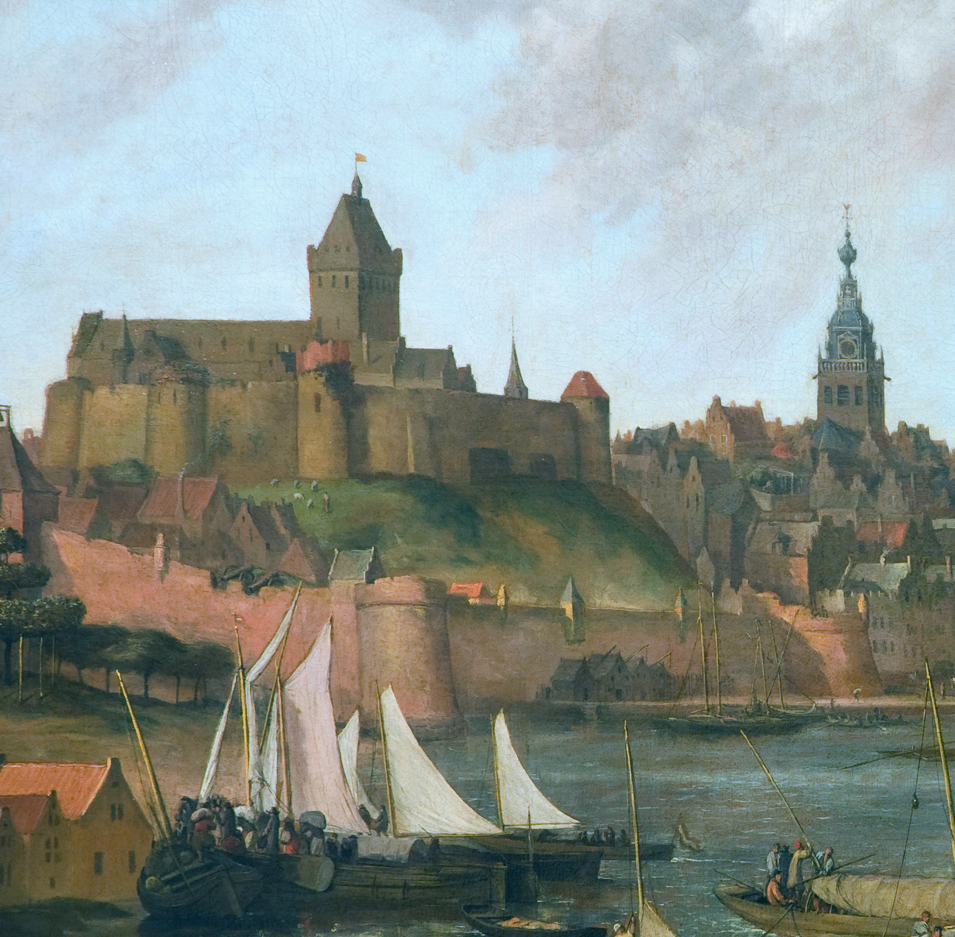
Zicht op het stadscentrum van oost naar west met op de voorgrond de burcht, rechts ook de Stevenskerk. (Schilderij uit 1670 van Lieve Verschuier.)

In de 15e eeuw raakte de burcht aanvankelijk in verval, net als veel andere vestingen en kastelen in Gelre. Onder het slechte bestuur van Arnold van Egmont raakte het hertogdom in grote financiële problemen. Arnolds echtgenote Katharina van Kleef liet in de periode 1457-1459 de burcht en andere delen van de stad weer herstellen. 
Omstreeks 1460 vond er een laatste grote verbouwing aan de burcht plaats, die zeven jaar later was voltooid. De burcht kwam daarbij binnen de stadsmuren te liggen. In deze tijd moet hij ook zijn definitieve uiterlijk hebben gekregen, zoals dat bekend is van latere afbeeldingen.
Tijdens het beleg van de stad in 1473 verbleven Filippa en Karel van Gelre (de latere hertog) in de burcht. In 1477 of 1478 werden de broers Frederik en Willem van Egmont in de burcht gevangengezet (Keizer Maximiliaan I bevrijdde hen enkele jaren later).

### 16e eeuw
In maart 1519 bracht Elisabeth van Brunswijk-Lüneburg drie dagen door in de burcht, als onderdeel van een reis om het hertogdom beter te leren kennen. Ze bevestigde hier de stedelijke privileges. In 1530 liet hertog Karel van Gelre (ook bekend als Karel van Egmond) de burcht verder versterken. Dit gebeurde tegen de zin van de Nijmegenaren, die deze versterkingen een paar jaar later weer weghaalden. In dezelfde periode werd de burcht ook bezocht door Willem van Gulik, keizer Karel V (1546) en koning Filips II (1549).
De Burchtstraat, die het Valkhof verbindt met het centrum, dankt haar huidige naam aan de burcht. Deze straat wordt in de 17e eeuw vermeld als Borchstraet. De straat zelf dateert overigens al uit de Romeinse tijd.

#### Tachtigjarige Oorlog
In 1570, ten tijde van de Tachtigjarige Oorlog, werd Anna van Oostenrijk aan het Valkhof onthaald door de hertog van Alva. Alva, die op dat moment in Nijmegen verbleef, had de burcht tijdelijk ingenomen.In 1572 probeerde Filips IV (koning Filips II van Spanje) om van de burcht een dwangburcht te maken, wat mislukte.

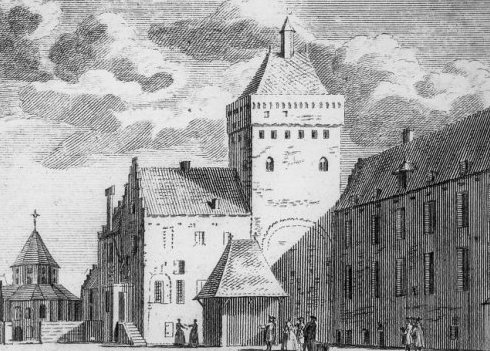
Gravure van de eerste binnenplaats (18e eeuw, gemaakt door Cornelis Pronk)

#### Stadhouder Willem V
De laatste hooggeplaatste functionaris die nog op de Valkhofburcht verbleef, was stadhouder Willem V in de periode 1786-1787. Nog in 1769 waren er op de tweede verdieping nieuwe vertrekken voor de prins-stadhouder aangebouwd. Deze betrok ze echter onder geheel andere omstandigheden dan voorzien. Door de burgertwisten eind 18e eeuw tussen prinsgezinden en patriotten achtte Willem V het in 1786 raadzaam enige tijd buiten Den Haag te verblijven. Hij koos (naast Het Loo) voor Nijmegen, waar de burggraaf het stadhouderlijk huis welgezind was. In november 1786 vestigde hij zijn stadhouderlijk hof op het Valkhof, vanwaaruit hij in geval van nood snel kon vertrekken naar Pruisen. Hij vestigde zich hier met zijn vrouw Wilhelmina van Pruisen en zijn kinderen (onder wie de latere koning Willem I). Wilhelmina van Pruisen reisde in juni 1787 naar Den Haag met het verzoek om terug te mogen keren, maar zij werd door patriotten aangehouden bij Goejanverwellesluis. Zij schreef haar broer  koning Frederik Willem II van Pruisen over hoe zij was vernederd, waarop deze besloot militair in te grijpen en op 11 september via Nijmegen de Republiek binnenviel. Op die dag kwam een groot Pruisisch leger onder leiding van de hertog van Brunswijk op de burcht aan. De volgende dag trok dit leger met de in Ooij, Persingen en Nijmegen gelegerde troepen verder op naar Holland. Het doel van deze hele militaire operatie was om de rest van de Republiek te heroveren op de patriotten en de Oranjerestauratie door te voeren. Duizenden patriotten vluchtten hierna naar Frankrijk, waar twee jaar later de Franse Revolutie uitbrak.

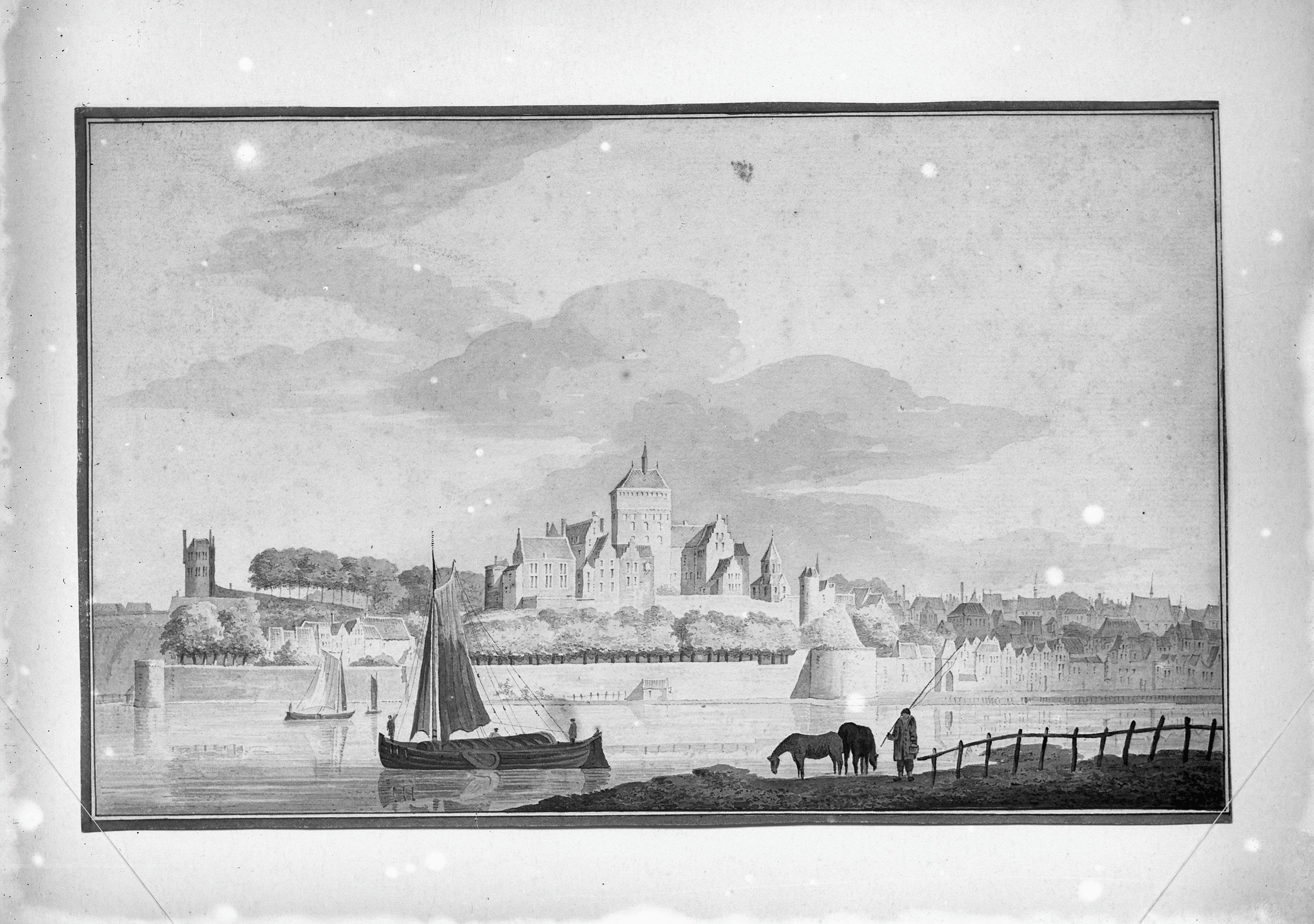
De burcht inclusief (links) de Belvédère (aquarel uit 1743)

## Verwoesting en sloop (1794-1797)
Tijdens het beleg van Nijmegen in oktober-november 1794 – waarbij Nijmegen uiteindelijk door de Fransen werd ingenomen – moet de burcht zijn beschadigd, vooral door het bombardement van 6-7 november. De precieze omvang van de schade is echter onduidelijk.
Na alles tegen elkaar te hebben afgewogen, besloot de Landdag in augustus 1795 om een voorstel van het kwartier der Veluwe om het gebouwencomplex te slopen, in te willigen. Niet alleen zou het restaureren van de burcht veel geld hebben gekost, de burcht als zodanig vormde voor veel Nijmegenaren ook een herinnering aan wat inmiddels het ancien régime was: de verafschuwde prins-stadhouder in combinatie met de eeuwenoude vorstelijke grootheid in de nieuwe democratische tijd. Mogelijk hebben daarnaast handelgerelateerde motieven en jaloezie van andere steden op het bouwwerk gewicht in de schaal gelegd. Het kwartier van Zutphen stemde tegen de sloop. Afgevaardigden van Nijmegen poogden nog voor te stellen om ten minste de Reuzentoren, de Hofpoort en de ringmuren te behouden, omdat hieraan geen kosten besteed hoefden te worden. Ook vanuit de Nijmeegse bevolking kwamen bezwaren tegen de sloop, maar vergeefs. 
De burcht werd op 9 februari 1796 geveild voor een bedrag van f 90.400,-. In de periode hierna (1796-1797) is het bouwwerk bijna volledig gesloopt. Dit moest onder meer geld opbrengen om de door de Franse bezetters opgelegde belasting te kunnen betalen. Ook leende de kostbare tufsteen van de burcht zich goed om nieuw cement te maken. Handelaren wilden dit bijvoorbeeld hergebruiken voor gebouwen in Amsterdam en elders in het land. Deze tras is ook gebruikt voor het ophogen van sommige straten in Dordrecht en Haarlem.. Alleen de twee nu nog steeds bestaande kapellen bleven behouden: de Sint Nicolaaskapel (of "Karolingische kapel", waarvan Johannes in de Betouw meende dat die zelfs nog uit de Romeinse tijd stamde) en een deel van de Sint-Maartenskapel ("Barbarossa-ruïne"). Omdat men bij de sloop verzuimde om een grondplan van het gebouwencomplex te maken, kan het uiterlijk van de burcht sindsdien alleen op basis van aantekeningen en de afbeeldingen (m.n. schilderijen uit de betreffende tijd) worden gereconstrueerd. 

## Na de sloop
Na de sloop werd het vrijgekomen terrein opgehoogd, waardoor de resterende archeologische bodemschatten sindsdien goed bewaard zijn gebleven. Het terrein zelf werd tot een wandelplaats omgevormd. Van de burcht bleven slechts de twee hiervoor genoemde bouwwerken over. Ook is een klein deel van de omwalling tot op de dag van vandaag bewaard gebleven (inclusief de Kruittoren).
Vrij snel na het slopen van de burcht werd op de heuvel een van de eerste stadsparken van Nederland aangelegd. Het ontwerp hiervan was van Johan David Zocher Sr.

## Plannen voor herbouw donjon (vanaf 2005)

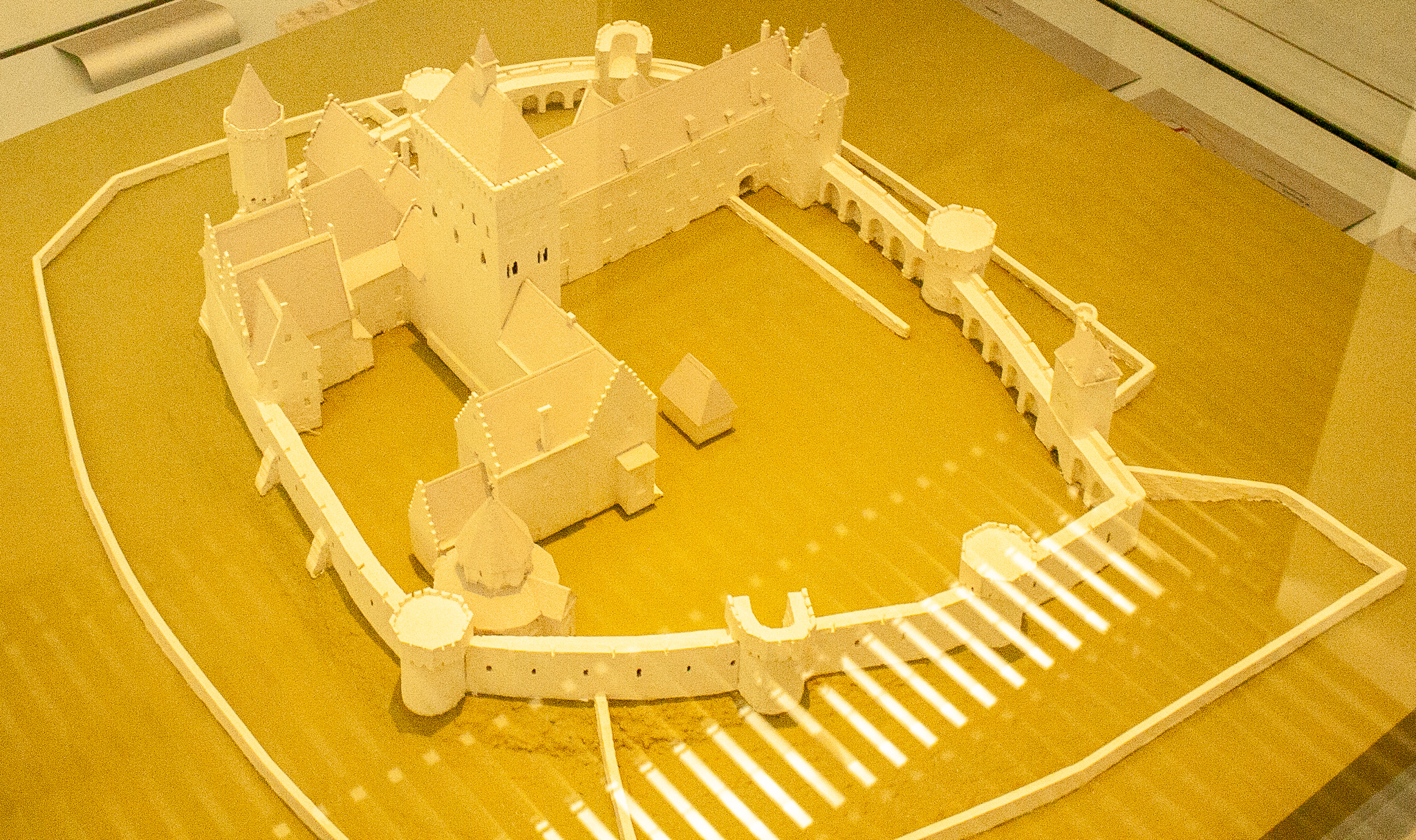
Schaalmodel in Museum Het Valkhof

Ter gelegenheid van 'tweeduizend jaar Nijmegen' werd in 2005 een replica van de reuzentoren van de burcht opgebouwd uit steigerbuizen en -doeken: de Donjon. Er kwamen veel bezoekers op af, in eerste instantie voor het uitzicht vanaf dit strategische punt.
Tijdens de gemeenteraadsverkiezingen van 2006 sprak de bevolking van Nijmegen zich via een adviserend referendum uit voor de herbouw van deze donjon. Dit was omstreden, getuige een brief van de betrokken staatssecretaris Medy van der Laan aan het gemeentebestuur, waarin zij stelde dat herbouw "strijdig is met de cultuurhistorische betekenis van het park". Onder verwijzing naar keizer Karel, Barbarossa en Zocher noemde zij de plek "het monument bij uitstek waar de biografie van het landschap in optima te beleven valt". Bovendien was er volgens de Rijksdienst voor het Oudheidkundig Bodemonderzoek en de Rijksdienst voor de Monumentenzorg over het uiterlijk van de donjon in de 12e eeuw niets bekend. De 17e- en 18e-eeuwse schilderijen geven alleen een indruk van de uitgebreide vesting van de graven van Gelre. Burgemeester Thom de Graaf steunde het herbouwplan, maar de verantwoordelijk minister Van der Hoeven van Cultuur nam de bezwaren over en stelde strenge eisen bij de uitwerking van de ideeën. Na bezwaren van GroenLinks en Gewoon Nijmegen stemde de gemeenteraad op 11 juni 2015 toch in met het bestemmingsplan, hoewel de stichting te kampen had met twijfelende investeerders. 
Op 5 december 2018 werd uiteindelijk bekend dat de donjon definitief niet herbouwd zou worden. De archeologische kosten, uitblijven van de omgevingsvergunning en onzekere exploitatie alsmede groeiend verzet werden als redenen gegeven.

## Varia
- Ook in literatuur duikt de burcht af en toe op; zo is de burcht het decor van de middeleeuwse sage van de Zwaanridder.[34] Dit verhaal kent echter meerdere overgeleverde versies en wordt dan steeds op een andere historische plek gesitueerd (zoals Kleef of Antwerpen).
- Een overgeleverde anekdote wil dat toen graaf Reinoud II van Gelre en diens echtgenote Eleonora (de zus van koning Eduard III van Engeland) eens op een feest aan het Valkhof waren, Eleonora aan de overige aanwezigen haar ontblote bovenlichaam liet zien. Zij deed dit om de door haar man verspreide geruchten dat ze melaats zou zijn, publiekelijk te ontkrachten. De twee waren in de tijd daarvoor – vanwege een slecht lopend huwelijk – niet veel meer in elkaars nabijheid te zien geweest.[8]
- Spronck, rector van de Nijmeegse Latijnse School en dichter, schreef acht jaar na de sloop een rouwdicht over de verdwenen burcht. Hij droeg dit gedicht op aan In de Betouw, met wie hij bevriend was. Het gedicht bestaat uit honderd verzen.[35]
- Niet ver van waar de burcht stond, liet de magnaat Franciscus Johannes Hallo in 1859 Bat-Ouwe-Zate bouwen. Dit kasteelachtige complex moest misschien een imitatie van, of parodie op de Valkhofburcht voorstellen.